# Pia Linz
Pia Linz (* 1964 in Kronberg im Taunus) ist eine deutsche Künstlerin (Zeichnung, Malerei) und Professorin für Zeichnung im Fachgebiet Malerei an der Kunsthochschule Berlin-Weißensee. Sie lebt und arbeitet in Berlin.

## Biographie
Nach ihrem Abitur im Jahr 1983 am Wolfgang-Ernst-Gymnasium in Büdingen studierte Pia Linz Malerei und Grafik an der Städelschule in Frankfurt bei Thomas Bayrle, Johann Georg Geyger, Felix Droese und Christa Näher. Sie wurde Meisterschülerin von Christa Näher.
Pia Linz ist Mitglied des Deutschen Künstlerbundes. Vertreten wird sie durch die Galerie Fahnemann, Berlin. Seit 2016 ist sie Professorin für Zeichnung im Fachgebiet Malerei an der weißensee kunsthochschule berlin. Ihre künstlerischeren Schwerpunkte liegen auf Zeichnung und Malerei.
Pia Linz beschäftigt sich mit dem Phänomen der individuellen Wahrnehmung von Welt und seine Umsetzung ins Bild. Es haben sich dabei zwei grundlegend verschiedene Verbildlichungskonzepte von Orten herausgebildet, denen jedoch die Tendenz gemein ist, zugleich analytisch und subjektiv zu sein und die äußere mit der inneren Welt zu verbinden.
So entwickelt sie beispielsweise die dreidimensionalen „Haubenbilder“ und „Gehäusegravuren“ von innen aus einem fixen Standpunkt heraus, von dem aus sie die Umgebung mit perspektivischem Blick erfasst.
Die „Ortsbilder“ der 1980er-Jahre und die „Ortsbezogenen Zeichnungsprojekte“ hingegen sind einer kartografischen Sichtweise nahe. Zunächst vermisst sie den Ort mit Fußschritten und erarbeitet einen Flächenplan. Unmittelbar vor Ort, mit Hilfe eines tragbaren Zeichenbrettes, notiert sie minutiös ihre Beobachtungen in diesen Plan. Während die zahllosen Fußgängerperspektiven durch ihre Vergleichzeitigung in der Zeichnung zu einer Art Vogelperspektive verschmelzen, wird der Ort in eine freischwebende Monade verwandelt.

## Preise und Stipendien
- 2015: HAP-Grieshaber-Preis der VG Bild-Kunst
- 2013: Arbeitsstipendium der Kulturverwaltung des Berliner Senats
- 2010/2011: New York-Stipendium der Berliner Senatskanzlei-Kulturelle Angelegenheiten
- 2007: Arbeitsstipendium der Kulturverwaltung des Berliner Senats
- 2005/2006: London-Stipendium der Hessischen Kulturstiftung
- 2003: Arbeitsstipendium im Herrenhaus Edenkoben
- 2000/2001: Arbeitsstipendium der Hessischen Kultur GmbH
- 1999: elfmonatiges Arbeitsstipendium des Landes Rheinland-Pfalz im Künstlerhaus Schloss Balmoral, Bad Ems
- 1989/1990: Rom-Stipendium der Studienstiftung des deutschen Volkes
- 1988: Aufnahme in die Studienstiftung des deutschen Volkes

Linz hatte viele Einzelausstellung (E) und Gruppenausstellungen (G) im In- und Ausland.

## Ausstellungen (Auswahl)
- 2016 Ein Loch im Meer, Württembergischer Kunstverein, Stuttgart (G)
- 2016 Pia Linz: Central Park – Zeichnungen und Gehäusegravuren, Mittelrhein-Museum, Koblenz (E)
- 2016 Pia Linz – ORT, Opelvillen Rüsselsheim, Rüsselsheim (E)
- 2015 Viermal Neues auf Papier, Sprengel Museum, Hannover (G)
- 2015 Ideenlinien – Architektur als Zeichnung, Marta Herford, Herford (G)
- 2015 Walk the Line. Neue Wege der Zeichnung, Museum Wolfsburg, Wolfsburg (G)
- 2015 New Frankfurt Internationals II: Solid Signs, Frankfurter Kunstverein, Frankfurt am Main (G)
- 2015 Space Liner, Arter, Istanbul (G)
- 2015 Pia Linz – Gehäusegravuren und Bleistiftzeichnungen, Galerie Fahnemann, Berlin (E)
- 2015 Volkspark Hasenheide, anlässlich „HAP – Grieshaber – Preis der VG Bild Kunst“, Projektraum des Deutschen Künstlerbundes Berlin (E)
- 2014 Netz. Vom Spinnen in der Kunst, Kunsthalle zu Kiel, Kiel (G)
- 2014 Contemporary Drawings from the National Gallery of Canada, Mendel Art Gallery, Saskatoon (G) / Art Gallery of Alberta, Edmonton, Canada (G)
- 2013 SCHAUPLATZ STADT – Gemälde, Zeichnungen, Installationen – Von der klassischen Moderne bis zur Gegenwart, Kunstmuseum Mülheim, Mülheim an der Ruhr (G)
- 2012 Geschichten zeichnen: Erzählung in der Zeitgenössischen Grafik Museum Folkwang, Essen (G)
- 2011 Linie, Line, Linea – Zeichnung der Gegenwart, Museo Nacional De Artes Visuales, Montevideo, Uruguay (G)
- 2010 CONTEMPORARY DRAWINGS FROM THE NATIONAL GALLERY OF CANADA, National Gallery of Canada, Ottawa (G)
- 2010 Je mehr ich zeichne / Zeichnung als Weltentwurf, Museum für Gegenwartskunst Siegen, Siegen (G)
- 2010 Linie, Line, Linea – Zeichnung der Gegenwart, Kunstmuseum Bonn (G)
- 2009 THE IMAGE/THE IMAGE BEHIND, ARTEFACT FESTIVAL, STUK, Leuven, Belgien
- 2007 Mile End Park, Kunstpunkt, Berlin (E)

## Arbeiten in öffentlichen Sammlungen
- Kunstmuseum Wolfsburg, Wolfsburg
- Kunsthalle Emden, Emden
- Museum Folkwang, Essen
- Berlinische Galerie, Berlin
- Sammlung zeitgenössischer Kunst der Bundesrepublik Deutschland, Bonn
- Sammlung Rheinland-Pfalz, Mainz
- Deutsche Bank, Frankfurt am Main
- Deutscher Investment Trust, Frankfurt am Main
- Hessisches Landesmuseum Darmstadt
- Hessische Kulturstiftung, Wiesbaden
- Institut für Auslandsbeziehungen, Stuttgart
- Staatliche Museen Berlin (Kupferstichkabinett), Berlin
- Sammlung Osram, München
- National Gallery of Canada, Ottawa
- Staatliche Graphische Sammlung München